# Egohistoria
La egohistoria define un enfoque historiográfico en el cual los historiadores analizan sus propias trayectorias y métodos de manera reflexiva y objetiva. 
Para el historiador francés Pierre Nora, quien acuñó este término en 1987, la egohistoria implica «iluminar la propia historia como se iluminaría la de otro, aplicando a sí mismo, con su propio estilo y métodos, esa mirada fría, omnicomprensiva y explicativa que frecuentemente se dirige hacia los demás.»

## Orígenes del concepto

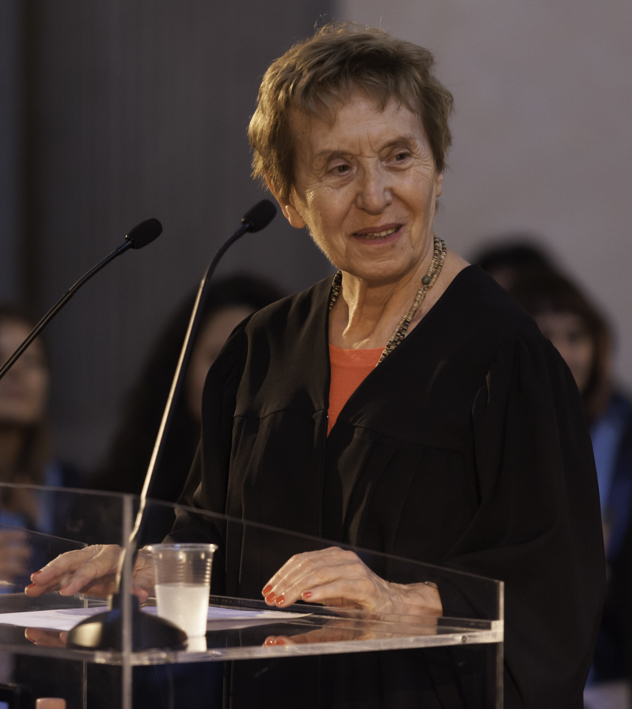
Michelle Perrot colaboradora del proyecto de egohistoria de Pierre Nora, en 1987.

En la década de 1980, Pierre Nora observó el nacimiento de lo que él llamó "una nueva era de conciencia histórica"en las obras de sus contemporáneos, que comenzaron a publicarse a finales de la década de 1970. 
En la introducción de su obra Essais d'ego-histoire, publicada en 1987, Pierre Nora rememora cómo  l'Historien du Dimanche (1980), de Philippe Ariès y Michel Winock, sirvió como el «prototipo» de un género que él deseaba ver nacer. Dicho género surgió de una entrevista en la que Winock indagó en la vida de Ariès, un historiador de trayectoria no académica que, no obstante, alcanzó responsabilidades científicas y una posición académica por caminos alternativos al currículo convencional. Nora también relata cómo Winock, al participar en el ejercicio de autonarración, compartió detalles personales significativos en su obra La République se meurt (1978). Además, Pierre Nora subraya que no eran los únicos explorando los límites de la disciplina histórica; menciona a Emmanuel Le Roy Ladurie y su obra París-Montpellier: PC-PSU, 1945-1963 (1982), así como a Pierre Goubert, quien en el prefacio de La France d'Ancien Régime (1984) presentó Naissance d'un historien: hasards et racine (Nacimiento de un historiador: azar y raíz). Sin embargo, destaca especialmente a Mona Ozouf, cuyo capítulo «L'image dans le tapis» (La imagen en la alfombra) en su libro L'École de la France (1984) se acercó más a la conceptualización de la entrevista que Nora proponía.
Pierre Nora expone también el contexto historiográfico que le llevó al concepto de autohistoria. Según Nora:

Nació en la encrucijada de dos grandes movimientos: por un lado, la quiebra de los referentes clásicos de la objetividad histórica y, por otro, la mirada del historiador sobre el presente.

El texto explica que hasta entonces, la escuela metódica y la escuela de los Annales habían abogado por el distanciamiento del historiador de su objeto de estudio, enfatizando "el borrado de sí mismo de su obra"y "una sólida desconfianza hacia la historia contemporánea".Este enfoque se complementaba con la tradición francesa en las humanidades, y en particular en las ciencias históricas, de redactar trabajos sin emplear nunca el "yo".   
En este contexto, Pierre Nora presentaba los ensayos de su libro como un innovador experimento destinado a "contribuir al desarrollo de un nuevo género: la egohistoria", donde la autohistoria evolucionaba hacia la egohistoria. Él describía este ejercicio como "explicar, como historiador, el vínculo entre la historia que has hecho y la historia que te ha hecho". Para añadir profundidad y diversidad al estudio, Nora invitó a participar a distinguidas figuras de la historiografía, ya reconocidas por sus contribuciones significativas, asegurando así una amplia representación de la disciplina. Entre ellos se encontraban Maurice Agulhon, Pierre Chaunu, Georges Duby,Raoul Girardet, Jacques Le Goff, Michelle Perrot y René Rémond. La obra se publicó en la editorial Gallimard en 1987, dentro de la colección Bibliothèque des histoires, que estaba dirigida por el mismo Pierre Nora. Además, es de destacar que Georges Duby también redactó otra versión de su egohistoria, que fue recuperada de su archivo personal en el IMEC y publicada póstumamente en 2015.

## Recepción y reacciones
La redacción de las egohistorias rápidamente se convirtió en un desafío para la mayoría de los investigadores de la época, dada su naturaleza poco convencional. Varios historiadores a quienes Pierre Nora se acercó encontraron dificultades para comprometerse completamente con este ejercicio o para concluirlo, y muchos terminaron retirándose y abandonando el proyecto.El caso más ilustrativo es, sin duda, el de Georges Duby.Reconocido por la calidad excepcional de sus escritos y considerado un modelo a seguir por historiadores más jóvenes, enfrentó grandes dificultades para completar la egohistoria que presentó a Pierre Nora bajo el título Le plaisir de l'histoire (El placer de la historia).
En el prólogo a su relato personal, Duby incluía la advertencia: "Ante todo, un punto crucial: no estoy relatando mi vida. Está convenido que en esta egohistoria sólo expondré una parte de mí mismo. El ego-laborator, si se quiere, o el ego-faber. Porque no hablo de pintura, por ejemplo, ni de teatro, ni de música, porque no digo nada de las personas a las que quiero, está muy claro que lo esencial aquí no se dice". A pesar de su inicial reticencia, volvió a comprometerse con la tarea y en 1988 publicó otra obra titulada L'Histoire continue.
En su introducción a Essais d'ego-histoire, Pierre Nora reivindica la iniciativa y anticipa la reacción que suscitará su publicación. La defiende científicamente como "una tentativa de laboratorio"y como "un movimiento de curiosidad totalmente personal y desinteresado".
En un artículo titulado L'histoire inquiète,publicado en la revista Le Débat en marzo de 1988, la historiadora Arlette Farge adopta una postura crítica hacia la egohistoria. Aunque reconoce que es bastante novedoso que los historiadores narren sus propias experiencias, dado que los métodos historiográficos tienden a distanciarlos de su objeto de estudio, ella no percibe este giro autobiográfico como fundamentalmente distinto de la oleada de autobiografías que se publicaban entonces en Francia. Según Farge, la egohistoria permite a los historiadores justificar su participación en la empresa científica, una necesidad fomentada por el estructuralismo desde los años sesenta,entre otros factores. De manera similar, François Dosse también ofrece un análisis crítico de la egohistoria en un artículo del mismo número, titulado ¿Une égoïstoire?

## Difusión de la egohistoria
En Francia, para ascender al rango de catedrático universitario, se requiere que los profesores obtengan la habilitación (habilitation à diriger des recherches). Este diploma exige que los candidatos presenten una disertación (maître de conférences) que se asemeja a la narración de una autobiografía intelectual, donde deben revisar y discutir las investigaciones realizadas desde su nombramiento postdoctoral. Este proceso no solo es una síntesis de su desarrollo intelectual y profesional, sino que también se convierte en un ejercicio profundamente personal debido a la revisión por pares y el reconocimiento que surge de la difusión de sus trabajos, creando un vínculo emocional significativo con sus contribuciones académicas. 
El enfoque de la egohistoria ha trascendido las fronteras de Francia, encontrando adeptos internacionales. El historiador estadounidense Jeremy D. Popkinse ha especializado en este género. Otros académicos, como Françoise Thébaud y Paul Veyne, también han explorado esta modalidad. Adicionalmente, la serie Itinéraires, bajo la dirección de Patrick Boucheron y publicada por el departamento de Publicaciones de la Sorbona, adopta una perspectiva que busca alinearse con la egohistoria. 
A finales de los años ochenta y principios de los noventa, Sudamérica fue testigo del surgimiento de publicaciones significativas en el ámbito de la egohistoria. Entre estas, destacan las Reflexiones de José Tamayo Herrera en su obra Breve historia de un historiador: ensayo de egohistoria. Asimismo, en 1993, Jean Meyer coordinó la publicación de Egohistorias: El amor a Clío, que, siguiendo el modelo de Pierre Nora, congregó a varios autores. Este libro presenta una dualidad: por un lado, la autobiografía personal de cada coautor y, por otro, la historia que cada uno ha investigado y documentado, fusionando así la autobiografía con la historiografía. 
En España, la egohistoria comenzó a ganar terreno a mediados de los años noventa. Uno de los pioneros fue el hispanista Pierre Vilar, quien publicó en 1995 su obra Pensar Històricament. Justo Serna, por su parte, escribió en 1999 La egohistoria de Pierre Vilar, donde realizó una evaluación crítica de este género, todavía emergente en España.Sin embargo, una de las manifestaciones más significativas de las nuevas inquietudes y sensibilidades de los historiadores españoles es la obra coordinada por Jaume Aurell en 2012, titulada La Historia de España en primera persona. Autobiografías de historiadores hispanistas.